# マリウシュ・ヨプ
マリウシュ・ヨプ（ポーランド語: Mariusz Jop、[ˈmarjuʂ ˈjɔp], 1978年8月3日 - ）は、ポーランド出身で同国代表の元サッカー選手。現役時代のポジションはDF。

## 経歴

### クラブ
1995年に地元のKSZOオストロヴィエツ・シフィェンティクシスキでプロデビュー。1999年にヴィスワ・クラクフに移籍すると3度のエクストラクラサ優勝（2000-01、2002-03、2003-04）に貢献した。
2004年にロシアのFCモスクワに移籍すると、ロシア・プレミアリーグにおいてポーランド人選手として初めて得点を記録した。2009年7月11日、自由契約で古巣のヴィスワ・クラクフに復帰した。

### 代表
ポーランド代表として2003年に代表デビューを飾り、2006 FIFAワールドカップメンバーに選ばれ、UEFA EURO 2008にも出場した。

## 代表歴

### 出場大会
- ポーランド代表
  - 2006 FIFAワールドカップ

### 試合数
- 国際Aマッチ 27試合 0得点（2003年-2008年）[1]

| ポーランド代表 | 国際Aマッチ | 国際Aマッチ |
| 年             | 出場        | 得点        |
| -------------- | ----------- | ----------- |
| 2003           | 2           | 0           |
| 2004           | 0           | 0           |
| 2005           | 6           | 0           |
| 2006           | 7           | 0           |
| 2007           | 6           | 0           |
| 2008           | 6           | 0           |
| 通算           | 27          | 0           |

## タイトル
クラブ
ヴィスワ・クラクフ
- エクストラクラサ: 2000-01, 2002-03, 2003-04
- ポーランド・カップ: 2001-02, 2002-03